# Остенсо
Остенсо (англ. Mount Ostenso) — масивна гора у Західній Антарктиді, одна із найвищих вершин гірського хребта Сентінел, гірської системи Елсворт. Її висота становить 4179 м над рівнем моря, за іншими даними — 4180 м.

## Географія
Гора Остенсо розташована у Західній Антарктиді, на Землі Елсворта, в центральній частині головного поздовжнього хребта у хребті Сентінел, який в свою чергу є складовою частиною гірської системи Елсворт. Вершина знаходиться приблизно за 10 км на північ — північних-захід, від найближчої вищої гори Ґарднер (4587 м), та за 11,5 км від гори Тирі (4852 м).
Із східних схилів гори сповзає льодовик, який стає частиною великого льодовика Патто, що у свою чергу впадає в льодовик Еллен.

## Відкриття та дослідження
Гора була відкрита і вперше нанесена на мапу під час наземної експедиції протягом 1957—1958 років Чарльза Бентлі на шляху із Землі Мері Берд до гір Сентінел (Елсворт), і названа Консультативним комітетом США з назв в Антарктиці на честь Вернона Г. Андерсона, члена цієї експедиції, а також сейсмолога на станції Берд у 1957 році.

## Масив Остенсо
В головному хребті, по сусідству гори Остенсо є кілька вершин із відносною висотою менше 500 м і тому не можуть вважатися самостійними вершинами:

### Гора Джовінетто
Джовінетто (англ. Mount Giovinetto, 78°16′ пд. ш. 86°10′ зх. д. / 78.267° пд. ш. 86.167° зх. д.) — гора висотою 4088-4095 м, відносною висотою — 388 м, лежить за 3,5 км на північ від гори Остенсо. Гора була відкрита експедицією 1957—1958 років Чарльза Бентлі, і названа на честь Маріо Ґевінетто, гляціолога на станції Берд у 1957 році.

### Гора Шир
Шир (англ. Mount Shear, 78°20′ пд. ш. 86°8′ зх. д. / 78.333° пд. ш. 86.133° зх. д.) — гора висотою 3993 м (за іншими даними — 4000 м), відносною висотою — 293 м, лежить за 4,5 км на південь — південний-схід від гори Остенсо. Гора була відкрита експедицією 1957—1958 років Чарльза Бентлі, і названа на честь Джеймса Шира, менеджера досліджень на станції Халлетт, під час Міжнародного геофізичного року (МГР), в 1957 році.

### Гора Морріс
Морріс (англ. Mount Morris, 78°19′ пд. ш. 86°10′ зх. д. / 78.317° пд. ш. 86.167° зх. д.) — гора висотою 3810 м, відносною висотою — 110 м, лежить за 2 км на південь від гори Остенсо. Гора була відкрита експедицією 1957—1958 років Чарльза Бентлі, і названа Консультативним комітетом США з назв в Антарктиці на честь Веслі Морріса, метеоролога на станції Берд у 1957 році.